# Payn de Chaworth

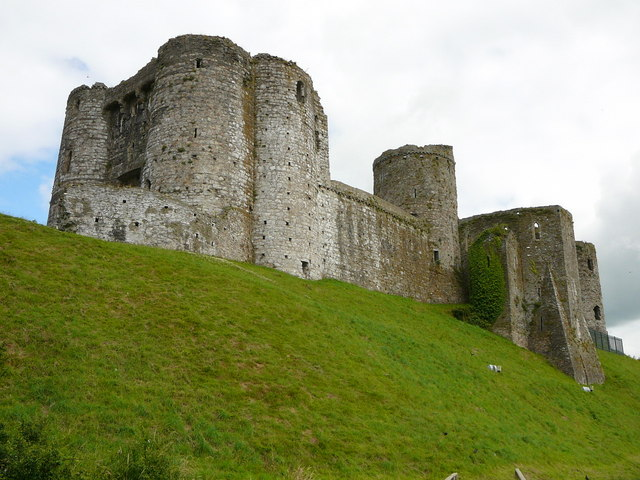
Das von Payn de Chaworth zur konzentrischen Burg ausgebaute Kidwelly Castle

Payn de Chaworth (* um 1245; † 1279) war ein englischer Adliger und Militär.

## Leben
Payn entstammte der anglonormannischen Familie Chaworth. Er war der älteste Sohn von Patrick de Chaworth, einem walisischen Marcher Lord, und dessen Frau Hawise de Londres. Nach dem Tod seines Vaters um 1258 erbte er die Herrschaft Kidwelly im südwestlichen Wales, Ogmore Castle in Glamorgan sowie weitere Ländereien in England. Zusammen mit seinem jüngeren Bruder Patrick nahm er am Kreuzzug des Prinzen Eduard teil. Nach seiner Rückkehr aus dem Heiligen Land begann er, vermutlich angeregt durch die Kreuzfahrerburgen, um 1274 mit dem Ausbau von Kidwelly Castle. Noch vor Beginn des Krieges von Eduard I. gegen Llywelyn ap Gruffydd, den Fürsten von Wales unternahm er im Sommer 1276 Überfälle auf walisische Gebiete. Im Feldzug von 1277 war er einer der drei englischen Heereskommandanten und befehligte die englischen Truppen in Westwales. Er erreichte durch Verhandlungen, dass sich die walisischen Lords Rhys ap Maredudd und Gruffydd ap Maredudd dem englischen König unterwarfen. Dennoch wurde er im April als Befehlshaber durch Edmund Crouchback, den Bruder des Königs, abgelöst. Im Juni 1277 übergab ihm der walisische Lord Rhys Wyndod Dinefwr Castle. 1278 ernannte ihn der König zu einem der beiden Mitglieder einer königlichen Gerichtskommission für Westwales. Payn starb jedoch bereits 1279, so dass die Gerichtskommission faktisch aufgelöst wurde.

## Erbe und Familie
Payns Erbe wurde sein jüngerer Bruder Patrick. Nachdem dieser 1283 ebenfalls gestorben war, wurde Patricks einjährige Tochter Maud Erbin der Ländereien der Chaworths. Patricks Witwe Isabella, eine Tochter von William de Beauchamp, 9. Earl of Warwick, heiratete 1285 in zweiter Ehe Hugh le Despenser, 1. Earl of Winchester.